# 篠原惠美
篠原惠美（日语：／ Shinohara Emi，1963年8月8日—2024年9月8日），日本女性配音員。81 Produce最終所屬。出身於長野縣。身高160cm。O型血。

## 經歷
篠原出生於福島縣，成長於長野縣上田市。自小學四、五年級時就加入了戲劇和合唱俱樂部。中學時一直懷有成為演員的夢想，並在長野縣上田高中畢業後，認為「唱歌也是學習演戲的一部分」，於是考入了國立音樂大學教育音樂科就讀，並在參加了校外社團，進行了音樂劇表演。
在追求演員夢想的過程中，看到了關於Voice Arts的招募公告，在透過Voice Arts的指導老師音響導演本田保則的推薦，參加選拔會並順利通過，隨後在《A子計畫》中以大德寺美子的角色首次作為聲優亮相。之後，篠原透過Arts Vision轉到81 Produce。最家傳戶曉的代表作為《美少女戰士》電視系列中的木野真琴一角。
在長期在接受病療無效，篠原於2024年9月8日去世，享壽61歲。訃聞由所屬事務所81 Produce於同月10日在其官網宣布。而跟篠原同年同月同日出生，為愛野美奈子配音的日語配音員深見梨加亦立即發文悼念，分享了兩人一同慶生的昔日合照，並留言：「我最珍貴、親愛的朋友離開了我們。直到最後一刻，他都仍然充滿了活力與希望。我們還是同一天出生的。我會永遠、永遠的愛你。」

## 演出
粗體字表示主要角色。

### 電視動畫
- 幸運女神（木靈）
- 阿嘉莎克莉絲蒂的偵探白羅與瑪波（艾瑪）
- 同班同學（香月老師）
- 青澀之戀（小泉葵）
- 百變小櫻（觀月歌帆）
- 百變之星（苗木野綠）
- 風中少女 金髮珍妮（瑪格麗特老師）
- 機動戰士V GUNDAM（マリア・ピァ・アーモニア）
- 金田一少年之事件簿（櫻樹琉璃子、殘間里美、藥師寺薰）
- Keroro軍曹（ジェシカ・ハーピィ）
- 辛普森一家（羅琳）
- 地獄少女（戶高奈美子）
- 蒼穹之戰神（遠見千鶴）
- 忍者龜（テレ東版エイプリル）
- 蜂蜜與四葉草（竹本美津子）
- Night Walker -真夜中的探偵-（松永彌生）
- 美少女戰士系列（木野真琴／水手木星、キュレネ）
- 驚爆危機!The Second Raid（夏玉芳）
- 魔法騎士（普蕾西雅）
- 瑪莉亞的凝望（水野蓉子）
- 名偵探柯南（岡谷ノリ（典）子、上森薰、槍田郁美、中谷賴子、福井柚嬉）
- 秘密 〜The Revelation〜（三好雪子）
- BLUE DROP ～天使達の戱曲～（船津丸ゆり子）
- LOVELESS（勝子老師）
- 獵魔戰記（奥菲莉雅）
- 我的長腿叔叔（凱薩琳）
- 風之少女艾蜜莉（風阿姨）
- 剑豪生死斗（阿郁）
- 武裝機甲（尤里安娜・菲斯福爾）
- 魔術士歐菲（阿莎莉）
- 火影忍者疾風傳（漩渦九品）
- 海猫鳴泣之時（右代宮夏妃）
- 魔界王子 devils and realist（瑪利亞）
- 蒼穹之戰神 EXODUS（遠見千鶴）
- 放學後的昴星團（光的母親）

1990年
- 櫻桃小丸子（宮子大姊姊〈第1代〉）

1994年
- 蠟筆小新（教學區內的托兒所女性、萩田、セーラーバカーン）

2010年
- 魔法禁書目錄II（御坂美鈴）

2011年
- 卡片戰鬥先導者（先導靜香）

2012年
- 妖狐×僕SS（青鬼院菖蒲）
- Smile 光之美少女！（青木靜子）

2013年
- 科學超電磁砲S（御坂美鈴）

2015年
- 蠟筆小新（OSYRI之聲）
- Go！Princess 光之美少女（海藤真澄）

2017年
- 小魔女學園（洛蒂的母親）
- BanG Dream!（戶山香織）
- 覆面系NOISE（桃的母親）
- 地獄少女 宵伽（戶高奈美子）

2018年
- 蠟筆小新（美人媽媽、母親A）
- 三麗鷗男子（諒的母親）
- 庫洛魔法使 透明牌篇（觀月歌帆）

2020年
- 科學超電磁砲T（御坂美鈴）

2022年
- Delicious Party ♡ 光之美少女（烹飪女王）

### 電影動畫
1986年
- A子計劃（大德寺美子）

1993年
- 獸兵衛忍風帖（陽炎）
- 美少女戰士R（木野真琴／水手木星）

1994年
- 美少女戰士S（木野真琴／水手木星）

1995年
- 美少女戰士SuperS（木野真琴／水手木星）

1996年
- X（鬼咒嵐）

1999年
- 名偵探柯南 世紀末的魔術師（香坂夏美）

2001年
- 吸血鬼獵人D（夏洛特）

2010年
- 蒼穹之戰神（遠見千鶴）

2012年
- 火影忍者劇場版 忍者之路（漩渦九品）

2015年
- 劇場版 境界的彼方 -I'LL BE HERE-（栗山未來的母親）

### OVA
- 機械女神（パンター）
- 東京巴比倫（日高美零）
- 鋼鐵神兵（B'Tシャドーエックス）
- 圓盤皇女（梅穆）
- 守護我的地球（木蓮）
- 潛艦707R（速水美雪）

### 遊戲
- SNOW（雪月小夜里）
- 重生傳奇（アガーテ・リンドブロム）
- 電車GO!（車内・駅放送）
- 花歸葬（白梟）
- 魔法禁书目录 幻想收束（御坂美铃）

2022年
- 超級機器人大戰DD（夏玉芳）

### 特攝
1997年
- 《鐵甲小寶》（棍棒隊長）

1998年
- 《星獸戰隊銀河人》（希拉希拉）

2002年
- 《忍風戰隊破裏劍者》（美少女忍者芙拉碧珍璐）

2003年
- 《爆龍戰隊暴連者》（翼龍、所員）
- 《爆龍戰隊暴連者：全爆龍爆將之戰》（翼龍）
- 《劇場版 爆龍戰隊暴連者 DELUXE 暴連者的暑假好冰喔!》（翼龍）

2004年
- 《爆龍戰隊暴連者VS破裏劍者》（翼龍）

2005年
- 《特搜戰隊刑事連者》（札科星人絲奇拉）
- 《特搜戰隊刑事連者VS暴連者》（翼龍）

2008年
- 《幪面超人Kiva 魔界城之王》（美杜莎）

2024年
- 《爆龍戰隊暴連者 20th 不可饒恕的暴亂》（翼龍）

### 外語配音

#### 電影、電視影集
- X档案（莫娜）
- 綠野仙蹤（桃樂絲）
- 星際旅行 下一代（ギブソン少尉、マット・キャロウェイ少尉）※TV版第34話、第168話
- 迷幻列車（黛安）
- 六人行（エリカ・フォード）※第37話
- 楊家將（穆桂英）※第25話
- 這個殺手不太冷（瑪蒂達·蘭多〈娜塔莉·波特曼〉）※朝日電視台版。

#### 動畫
- 101忠狗（珀迪）
- 大力士（英语：Hercules (1998 TV series)）（女教師）
- 辛普森家庭（勞倫·倫普金〈初代日語配音〉）
- 忍者龜 (東京電視台版)（艾波·歐尼爾（英语：April O'Neil））※東京電視台版。
- X戰警 (東京電視台版)（洛娜）

### 電視節目
- 一二、唐（日语：ワンツー・どん）（唐君的聲音〈第4代〉）

## 腳註

## 外部連結
- 篠原惠美 （页面存档备份，存于） （日語）—81 Produce公式官網
- 篠原惠美的X（前Twitter） （日語）